# Frösåker (naturreservat)
Frösåker är ett naturreservat i Västerås kommun i Västmanlands län.
Området är naturskyddat sedan 1983 och är 420 hektar stort. Reservatet omfattar den yttre delen av en udde i Mälaren. Reservatet består mest av gran och tall. Längs med stränderna finns lövskog med lind, ek och hassel.